# Episodi di Maude (quinta stagione)
La quinta stagione della serie televisiva Maude è stata trasmessa negli Stati Uniti dal 20 settembre 1976 al 4 aprile 1977.
| nº | Titolo originale           | Titolo italiano | Prima TV USA      | Prima TV Italia |
| -- | -------------------------- | --------------- | ----------------- | --------------- |
| 1  | Vivian's First Funeral     |                 | 20 settembre 1976 |                 |
| 2  | Maude and Chester          |                 | 27 settembre 1976 |                 |
| 3  | Bert Moves In              |                 | 4 ottobre 1976    |                 |
| 4  | Walter's Crisis: Part 1    |                 | 11 ottobre 1976   |                 |
| 5  | Walter's Crisis: Part 2    |                 | 18 ottobre 1976   |                 |
| 6  | Walter's Crisis: Part 3    |                 | 25 ottobre 1976   |                 |
| 7  | The Election               |                 | 1 novembre 1976   |                 |
| 8  | The Game Show              |                 | 8 novembre 1976   |                 |
| 9  | Arthur's Worry             |                 | 15 novembre 1976  |                 |
| 10 | Mrs. Naugatuck's Wedding   |                 | 22 novembre 1976  |                 |
| 11 | Maude's New Friends        |                 | 29 novembre 1976  |                 |
| 12 | The Rip-Off                |                 | 13 dicembre 1976  |                 |
| 13 | Walter's Christmas Gift    |                 | 20 dicembre 1976  |                 |
| 14 | Captain Hero               |                 | 3 gennaio 1977    |                 |
| 15 | Maude's Adult Relationship |                 | 17 gennaio 1977   |                 |
| 16 | Arthur's Crisis            |                 | 7 febbraio 1977   |                 |
| 17 | Maude's Desperate Hours    |                 | 14 febbraio 1977  |                 |
| 18 | Maude's Reunion            |                 | 21 febbraio 1977  |                 |
| 19 | Feminine Fulfillment       |                 | 28 febbraio 1977  |                 |
| 20 | Maude's Aunt               |                 | 7 marzo 1977      |                 |
| 21 | Arthur's New Best Friend   |                 | 14 marzo 1977     |                 |
| 22 | Vivian's Surprise          |                 | 21 marzo 1977     |                 |
| 23 | The Household Feud         |                 | 28 marzo 1977     |                 |
| 24 | The New Maid               |                 | 4 aprile 1977     |                 |